# Усиленная наружная контрпульсация
Усиленная наружная контрпульсация (англ. enhanced external counterpulsation, EECP) — безоперационный метод лечения ишемической болезни сердца (ИБС). Позволяет улучшить коронарный кровоток путём контрапульсации специальными воздушными манжетами на ногах в фазу диастолы сердца, усиливая физиологическое наполнение коронарных сосудов кровью. В момент систолы воздух резко выкачивается из манжет, что снижает общее сосудистое сопротивление и нагрузку на сердце. После курса процедур улучшается функциональное состояние больных ИБС, понижается функциональный класс стенокардии, улучшаются показатели нагрузочных тестов

.
Рекомендован Всероссийским научным обществом кардиологов (ВНОК), Российским Национальным обществом специалистов по сердечной недостаточности (ОССН), Американским колледжем кардиологов (ACC), а также другими профессиональными медицинскими сообществами. В России (УНКП) прошла успешные испытания на добровольцах в ГосНИИ военной медицины МО .
После проведения успешного большого исследования в Университете Stony Brook, NY, а также клинического исследования MUST-EECP метод получил большое распространение в США. Сейчас метод широко используется в российских клиниках и медицинских центрах .

## Методика проведения
Воздействие создается путём обжатия конечностей с помощью манжет. Манжеты голеней, бедер и ягодиц последовательно раздуваются под большим давлением воздухом, создавая волну давления крови в артериях. Моменты начала обжатия регулируются с помощью мониторинга ЭКГ относительно сердечного цикла, чтобы волна давления ретроградно достигала дуги аорты в момент диастолы. Это приводит к увеличению давления в устье аорты и усилению кровотока по коронарным сосудам. Происходит увеличение венозного возврата к правым отделам сердца, что теоретически может увеличить выброс по механизму Франка-Старлинга. Мгновенное выкачивание воздуха из манжет в начале сокращения желудочков понижает сосудистое сопротивление и уменьшает работу сердца.
При проведении УНКП исключается контакт крови с исполнительным устройством, а гемодинамический эффект её сравним с воздействием баллонной внутриаортальной контрпульсации. УНКП является единственной не инвазивной методикой, обеспечивающей уменьшение приступов стенокардии и объективных признаков ишемии миокарда.
Самый простой механизм, посредством которого УНКП может повышать коллатеральную перфузию, заключается в открытии ранее сформированных коллатеральных каналов, либо напрямую через выброс сосудорасширяющих веществ, таких как NO.
Метод рекомендован, как дополнительный метод лечения при хронической сердечной недостаточности ФК II—III в период полной компенсации на оптимальной медикаментозной терапии (класс рекомендаций IIb). При стенокардия напряжения I—IV ФК, в том числе и резистентная к консервативной терапии. Применение метода усиленной наружной контрпульсации увеличивает устойчивость к физическим нагрузкам.
УНКП является амбулаторной процедурой, длительное уменьшение симптомов стенокардии в группе пациентов с ИБС. Полученные данные показывают, что УНКП действует, посредством разных механизмов, включая улучшение эндотелиальной функции, стимуляцию развития коллатералей, усиление функции левого желудочка и эффектов, которые наблюдаются при постоянной физической нагрузке.

## Показания
- Стенокардия напряжения I—IV функционального класса, в том числе и резистентная к медикаментам.
- Рецидив стенокардии после перенесенного аортокоронарного шунтирования, стентирования.
- Облитерирующий атеросклероз периферических артерий.
- Артериальная гипертензия.
- Цереброваскулярные ишемические заболевания (ишемический инсульт, транзиторные нарушения мозгового кровообращения, вертебробазилярная ишемия).
- Ишемические заболевания глаз (тромбоз центральной артерии сетчатки глаза, ишемические повреждения зрительного нерва, хориоретинопатии, ретиниты).
- Эректильная дисфункция сосудистого генеза.
- Увеличение толерантности к физическим нагрузкам у спортсменов.

## Противопоказания
Сердечная недостаточность выше ФК II по NYHA или НК выше IIА степени (при проведении процедуры НКП увеличивается венозный возврат, что может привести к возникновению отека легких).
Недостаточность аортальных клапанов выше I степени, поскольку повышение диастолического давления увеличивает регургитацию в ЛЖ.
Флебиты и/или тромбофлебит в анамнезе (механическое сдавливание нижних конечностей может привести к тромбоэмболии).